# Wimbledon-mesterskabet i mixed double 2019
Wimbledon-mesterskabet i mixed double 2019 var den 97. turnering om Wimbledon-mesterskabet i mixed double. Turneringen var en del af Wimbledon-mesterskaberne 2019 og blev spillet i All England Lawn Tennis and Croquet Club i London, Storbritannien i perioden 4. - 14. juli 2019 med deltagelse af 48 par.
Mesterskabet blev vundet af Ivan Dodig og Latisha Chan, som dermed vandt den anden grand slam-turnering i træk, idet de fem uger tidligere også havde vundet French Open-titlen. Sejren var deres tredje grand slam-titel i mixed double som makkere. For begge spillere var det den fjerde grand slam-titel i deres respektive karrierer, da Dodig endvidere tidligere havde vundet French Open 2015 i herredouble sammen med Marcelo Melo, mens Chan inden da havde sejret i US Open-mesterskabet i damedouble 2017 med Martina Hingis som makker. I finalen besejrede de Robert Lindstedt og Jeļena Ostapenko med 6−2, 6−3 i en finale, der blev spillet på No. 1 Court, og som varede en time og ni minutter. Både Lindstedt og Ostapenko var i deres første grand slam-finale i mixed double.
Alexander Peya og Nicole Melichar var forsvarende mestre, men Peya deltog ikke i 2019 på grund af en skade. I stedet stillede Nicole Melichar op med Bruno Soares som makker, men det amerikansk-brasilianske par tabte i kvartfinalen til Yang Zhaoxuan og Matwé Middelkoop.
Mixed double-turneringen fik meget mere opmærksomhed end normalt, fordi turneringen havde deltagelse af den dobbelte herresinglemester, publikumsyndlingen Andy Murray, der var i gang med et comeback efter en alvorlig hofteskade, og derfor endnu ikke havde genoptaget sin singlekarriere, og den mangedobbelte single- og doublemester, Serena Williams. Parret spillede sammen for første gang og tabte i tredje runde til topseedede Bruno Soares og Nicole Melichar.
Dette var det første Wimbledon-mesterskab, hvor det afgørende sæt kunne blive afgjort i tiebreak, da arrangørerne havde bestemt, at der skulle spilles tiebreak ved stillingen 12−12 i femte sæt. Reglen kom i brug i tredjerundekampen, hvor Artem Sitak og Laura Siegemund vandt over tredjeseedede Mate Pavić og Gabriela Dabrowski med 5−7, 7−6(5), 13−12(5). Kampen blev meget passende spillet på "Bane 12" ligesom den herredoublekamp dagen før, hvor reglen kom i brug for første gang i Wimbledon-historien, og hvor Henri Kontinen og John Peers vandt den første tiebreak i afgørende sæt i Wimbledon-mesterskabernes historie mod Rajeev Ram og Joe Salisbury.

## Pengepræmier
Den samlede præmiesum til spillerne i mixed double androg £ 430.000 (ekskl. per diem), hvilket var en stigning på 6,2 % i forhold til året før.
| Resultat               | Pengepræmier | Pengepræmier | Ændring ift. 2018 |
| Resultat               | Pr. par      | Total        | Ændring ift. 2018 |
| ---------------------- | ------------ | ------------ | ----------------- |
| Vindere (1)            | £ 116.000    | £ 116.000    | +5,5 %            |
| Finalister (1)         | £ 58.000     | £ 58.000     | +5,5 %            |
| Semifinalister (2)     | £ 29.000     | £ 58.000     | +5,5 %            |
| Kvartfinalister (4)    | £ 14.500     | £ 58.000     | +5,5 %            |
| Tabere i 3. runde (8)  | £ 7.000      | £ 56.000     | +7,7 %            |
| Tabere i 2. runde (16) | £ 3.500      | £ 56.000     | +7,7 %            |
| Tabere i 1. runde (16) | £ 1.750      | £ 28.000     | +7,7 %            |
| Samlet præmiesum       | -            | £ 430.000    | +6,2 %            |

## Turnering

### Deltagere
Turneringen havde deltagelse af 48 par, der var fordelt på:
- 43 direkte kvalificerede par i form af deres ranglisteplacering.
- 5 par, der havde modtaget et wildcard (markeret med WC).

#### Seedede spillere
De 16 bedste par blev seedet:
| Seedning | Rang. | Spillere                              | Resultat     |
| -------- | ----- | ------------------------------------- | ------------ |
| 1        | 22    | Bruno Soares Nicole Melichar          | Kvartfinale  |
| 2        | 22    | Jean-Julien Rojer Demi Schuurs        | Anden runde  |
| 3        | 29    | Mate Pavić Gabriela Dabrowski         | Tredje runde |
| 4        | 31    | John Peers Zhang Shuai                | Tredje runde |
| 5        | 38    | Wesley Koolhof Květa Peschke          | Semifinale   |
| 6        | 38    | Nikola Mektić Alicja Rosolska         | Tredje runde |
| 7        | 39    | Máximo González Xu Yifan              | Anden runde  |
| 8        | 49    | Ivan Dodig Latisha Chan               | Mestre       |
| 9        | 51    | Neal Skupski Chan Hao-Ching           | Anden runde  |
| 10       | 55    | Michael Venus Katarina Srebotnik      | Anden runde  |
| 11       | 55    | Édouard Roger-Vasselin Andreja Klepač | Tredje runde |
| 12       | 59    | Franko Škugor Raluca Olaru            | Kvartfinale  |
| 13       | 67    | Rohan Bopanna Aryna Sabalenka         | Anden runde  |
| 14       | 68    | Fabrice Martin Raquel Atawo           | Anden runde  |
| 15       | 72    | Roman Jebavý Lucie Hradecká           | Meldte afbud |
| 16       | 72    | Divij Sharan Duan Yingying            | Anden runde  |

#### Wildcards
Fem par modtog et wildcard til turneringen.
| Spillere                      | Resultat     |
| ----------------------------- | ------------ |
| Jay Clarke Cori Gauff         | Første runde |
| Scott Clayton Sarah Beth Grey | Første runde |
| Evan Hoyt Eden Silva          | Kvartfinale  |
| Jonny O'Mara Naomi Broady     | Første runde |
| Joe Salisbury Katy Dunne      | Første runde |

### Resultater

#### Kvartfinaler, semifinaler og finale
| Bruno Soares    |
| Nicole Melichar |

| Matwé Middelkoop |
| Yang Zhaoxuan    |

| Matwé Middelkoop |
| Yang Zhaoxuan    |

| Robert Lindstedt |
| Jeļena Ostapenko |

| Robert Lindstedt |
| Jeļena Ostapenko |

| Franko Škugor |
| Raluca Olaru  |

| Robert Lindstedt |
| Jeļena Ostapenko |

| Wesley Koolhof |
| Květa Peschke  |

| Ivan Dodig   |
| Latisha Chan |

| Artem Sitak     |
| Laura Siegemund |

| Wesley Koolhof |
| Květa Peschke  |

| Ivan Dodig   |
| Latisha Chan |

| Ivan Dodig   |
| Latisha Chan |

| Evan Hoyt  |
| Eden Silva |

#### Første, anden og tredje runde
| Bruno Soares    |
| Nicole Melichar |

| Bye |
|     |

| Bruno Soares    |
| Nicole Melichar |

| Denys Moltjanov    |
| Galina Voskobojeva |

| Denys Moltjanov    |
| Galina Voskobojeva |

| Jürgen Melzer     |
| A. Pavljutjenkova |

| Bruno Soares    |
| Nicole Melichar |

| Andy Murray     |
| Serena Williams |

| Andy Murray     |
| Serena Williams |

| Andreas Mies   |
| Alexa Guarachi |

| Andy Murray     |
| Serena Williams |

| Bye |
|     |

| Fabrice Martin |
| Raquel Atawo   |

| Fabrice Martin |
| Raquel Atawo   |

| Neal Skupski   |
| Chan Hao-Ching |

| Bye |
|     |

| Neal Skupski   |
| Chan Hao-Ching |

| Jonny O'Mara |
| Naomi Broady |

| Matwé Middelkoop |
| Yang Zhaoxuan    |

| Matwé Middelkoop |
| Yang Zhaoxuan    |

| Matwé Middelkoop |
| Yang Zhaoxuan    |

| Nick Kyrgios     |
| Desirae Krawczyk |

| Marcus Daniell |
| Jennifer Brady |

| Marcus Daniell |
| Jennifer Brady |

| Marcus Daniell |
| Jennifer Brady |

| Bye |
|     |

| Máximo González |
| Xu Yifan        |

| Máximo González |
| Xu Yifan        |

| John Peers  |
| Zhang Shuai |

| Bye |
|     |

| John Peers  |
| Zhang Shuai |

| Marcelo Demoliner |
| Abigail Spears    |

| Henri Kontinen |
| Heather Watson |

| Henri Kontinen |
| Heather Watson |

| John Peers  |
| Zhang Shuai |

| Robert Lindstedt |
| Jeļena Ostapenko |

| Robert Lindstedt |
| Jeļena Ostapenko |

| Jay Clarke |
| Cori Gauff |

| Robert Lindstedt |
| Jeļena Ostapenko |

| Bye |
|     |

| Andrés Molteni  |
| Makoto Ninomiya |

| Andrés Molteni  |
| Makoto Ninomiya |

| Franko Škugor |
| Raluca Olaru  |

| Bye |
|     |

| Franko Škugor |
| Raluca Olaru  |

| Scott Clayton   |
| Sarah Beth Grey |

| Frances Tiafoe |
| Venus Williams |

| Frances Tiafoe |
| Venus Williams |

| Franko Škugor |
| Raluca Olaru  |

| Christopher Rungkat |
| Shuko Aoyama        |

| Nikola Mektić   |
| Alicja Rosolska |

| Nicolas Mahut |
| Alizé Cornet  |

| Christopher Rungkat |
| Shuko Aoyama        |

| Bye |
|     |

| Nikola Mektić   |
| Alicja Rosolska |

| Nikola Mektić   |
| Alicja Rosolska |

| Wesley Koolhof |
| Květa Peschke  |

| Bye |
|     |

| Wesley Koolhof |
| Květa Peschke  |

| Kevin Krawietz     |
| Sabrina Santamaria |

| Philipp Oswald   |
| Monique Adamczak |

| Philipp Oswald   |
| Monique Adamczak |

| Wesley Koolhof |
| Květa Peschke  |

| Santiago González |
| Han Xinyun        |

| Aisam-ul-Haq Qureshi |
| Nadiia Kitjenok      |

| Aisam-ul-Haq Qureshi |
| Nadiia Kitjenok      |

| Aisam-ul-Haq Qureshi |
| Nadiia Kitjenok      |

| Bye |
|     |

| Michael Venus      |
| Katarina Srebotnik |

| Michael Venus      |
| Katarina Srebotnik |

| Rohan Bopanna   |
| Aryna Sabalenka |

| Bye |
|     |

| Rohan Bopanna   |
| Aryna Sabalenka |

| Artem Sitak     |
| Laura Siegemund |

| Artem Sitak     |
| Laura Siegemund |

| Ken Skupski  |
| Darija Jurak |

| Artem Sitak     |
| Laura Siegemund |

| Jamie Murray          |
| Bethanie Mattek-Sands |

| Mate Pavić         |
| Gabriela Dabrowski |

| Joe Salisbury |
| Katy Dunne    |

| Jamie Murray          |
| Bethanie Mattek-Sands |

| Bye |
|     |

| Mate Pavić         |
| Gabriela Dabrowski |

| Mate Pavić         |
| Gabriela Dabrowski |

| Ivan Dodig   |
| Latisha Chan |

| Bye |
|     |

| Ivan Dodig   |
| Latisha Chan |

| Ben McLachlan |
| Miyu Kato     |

| Hsieh Cheng-Peng |
| Hsieh Su-Wei     |

| Hsieh Cheng-Peng |
| Hsieh Su-Wei     |

| Ivan Dodig   |
| Latisha Chan |

| Rajeev Ram   |
| Alison Riske |

| Édouard Roger-Vasselin |
| Andreja Klepač         |

| Luke Bambridge |
| Asia Muhammad  |

| Luke Bambridge |
| Asia Muhammad  |

| Bye |
|     |

| Édouard Roger-Vasselin |
| Andreja Klepač         |

| Édouard Roger-Vasselin |
| Andreja Klepač         |

| Divij Sharan  |
| Duan Yingying |

| Bye |
|     |

| Divij Sharan  |
| Duan Yingying |

| Leander Paes    |
| Samantha Stosur |

| Evan Hoyt  |
| Eden Silva |

| Evan Hoyt  |
| Eden Silva |

| Evan Hoyt  |
| Eden Silva |

| Frederik Løchte Nielsen |
| Kaitlyn Christian       |

| Joran Vliegen |
| Zheng Saisai  |

| Joran Vliegen |
| Zheng Saisai  |

| Joran Vliegen |
| Zheng Saisai  |

| Bye |
|     |

| Jean-Julien Rojer |
| Demi Schuurs      |

| Jean-Julien Rojer |
| Demi Schuurs      |